# Wolfgang Muth
Wolfgang Muth (* 14. Oktober 1928 in Bernburg an der Saale; † 7. Dezember 2002) war ein deutscher Jazzautor und Jazzexperte.
Muth war studierter Anglist und arbeitete in der DDR als Lehrer. Er entwickelte sich zum Experten für den europäischen Jazz zwischen den Kriegen. Er veröffentlichte 1964 eine Biographie über Ernst Höllerhagen und 1971 Das Buch „Johnny spielt auf – Negermusik im Deutschland der Weimarer Republik“ (der Titel spielt auf die Jazzoper von Ernst Krenek von 1927 an). Über das gleiche Thema organisierte er eine Ausstellung auf den Jazztagen in Slaný in der Tschechoslowakei 1973. 1985 organisierte er eine Ausstellung in Berlin (DDR), die „Jazz hinter Stacheldraht“ heißen sollte; anstelle dieses Titels, der mit Blick auf die Berliner Situation untersagt wurde, hieß sie „Jazz und Jazzmusiker in Lagern des Hitlerfaschismus“. Seine Recherchen über Jazzmusik im Konzentrationslager, wie die „Ghetto Swingers“ von Fritz Weiss (Bedrich Weiss) in Theresienstadt, veröffentlichte er unter dem Titel „Musik hinter Stacheldraht – Swing in Ghetto und KZ“ in Bernd Polsters Band „Swing Heil – Jazz im Nationalsozialismus“ (Berlin 1989).